# Un mandarino per Teo
 (mai 2025).
Pour plus de détails, voir Fiche technique et Distribution.
Un mandarino per Teo est un film italien réalisé par Mario Mattoli, sorti en 1960.

## Synopsis
Après avoir fait une apparition à Cinecittà, le jeune Teo Tosci est approché par deux mystérieux individus, qui lui font une étrange proposition. Ils lui disent qu'en appuyant sur une cloche, deux choses se produiront. D'abord un mandarin chinois, qui lui est totalement inconnu, mourra instantanément. Ensuite, il héritera de la somme exorbitante d’un milliard de lires. Teo doit décider s'il appuie ou non sur la cloche.[incompréhensible]
Teo finit par appuyer sur la sonnette et trois semaines plus tard, un notaire lui annonce qu'il l’hérite d'une fortune d'un mandarin mort. Au début, Teo s’amuse beaucoup, négligeant sa petite amie Rosanella et la famille de la fille, qui l’accueille.
Cependant, il commence à prendre conscience de ce qu’il a fait, et à la fin il doit rassembler l'argent pour le rendre au notaire, qui est en fait le diable, pour clore l’affaire.

## Fiche technique
- Titre : Un mandarino per Teo
- Réalisation : Mario Mattoli
- Scénario : Pietro Garinei et Sandro Giovannini d'après leur pièce
- Photographie : Gianni Di Venanzo
- Montage : Roberto Cinquini (en)
- Musique : Gorni Kramer
- Pays d'origine : Italie
- Format : 2,35:1 - Mono
- Genre : comédie
- Durée : 98 minutes
- Date de sortie : 1960

## Distribution
- Walter Chiari : Teo Tosci
- Sandra Mondaini : Rosanella Ferrante
- Ave Ninchi : Zia Gaspara
- Riccardo Billi : Ignazio Fumoni
- Carlo Delle Piane : Lo stagnaro
- Annie Gorassini : Angelo biondo
- Corrado Olmi : le monsieur en blanc
- Salvo Libassi (it) : assistant du directeur
- Enrico Salvatore : assistant du directeur
- Alberto Bonucci : le notaire